# Прапор Тростянецького району (Вінницька область)
Не варто плутати з прапором Тростянецького району Сумської області.
Пра́пор Тростяне́цького райо́ну — офіційний символ Тростянецького району Вінницької області, затверджений 26 вересня 2007 року рішенням сесії Тростянецької районної ради.

## Опис
Прапор являє собою прямокутне полотнище зі співвідношенням сторін 1:2, яке складається з трьох горизонтальних смуг: малинової, жовтої і зеленої, співвідношення ширин яких рівне 1:2.5:1. В центрі полотнища розташовано фрагмент герба району. Навколо щита по колу розташовано 18 зірок синього кольору.

## Символіка
- Кількість зірок на прапорі відповідає кількості місцевих територіальних громад.